# 诺曼底大区
諾曼第（法語：Normandie，法語發音：[nɔʁmɑ̃di] ⓘ），又譯诺曼第或諾曼地，是法国的一个大区。以前在行政上它被分为两个大区：上诺曼底（由滨海塞纳省和厄尔省组成）和下诺曼底（由卡尔瓦多斯省、芒什省和奥恩省组成）。在2014年6月2号之后，根据总统奥朗德颁布的权力下放第三法令，原来的两个大区上诺曼底和下诺曼底合并为一个诺曼底大区。
历史上的诺曼底公国是一个独立的公国，其疆域包括今天法国北部塞纳河下游，直到科唐坦半岛。诺曼底还曾是法国的一个省。
海峡群岛今天属于英國皇家，从文化和历史上它们始终是诺曼底的一部分，但它们从未归属于法国。 在第二次世界大戰時那裏是盟軍勝利的其中一個重要關鍵，當時那裡發生了歷史上最大規模的海事入侵。

## 名稱
諾曼第的法語名稱及諾曼語名稱皆源於古法語：，為Normant的複數，又源於斯堪地那維亞語言表「北歐人」或「諾爾斯人」的詞彙（對應到古英語的或現代英語的Northman）。

## 人口
诺曼底有320万居民，平均人口密度为107人每平方公里，比法国全国平均稍微少一点。上诺曼底的人口密度比较高，达145人每平方公里。最重要的城市是鲁昂（包括郊区38.5万人），它是上诺曼底的首府和过去的诺曼底省的省会。其它重要的城市有勒阿弗尔（24.7万人）、下诺曼底的首府卡昂（20万人）和瑟堡-奥克特维尔（约9万人）等。

## 地理
诺曼底北滨英吉利海峡。西部海岸的悬崖是花岗岩的，东部的是页岩，中部也有很长的沙滩。诺曼底西部的田野分割得非常小，而且每个小块都有高大的树篱遮挡着，是当地的一个特征。塞纳河入海前蜿蜒很大。

### 行政区划
| 编号 | 省份             | 省会   | 区 | 县 | 市镇 |
| ---- | ---------------- | ------ | -- | -- | ---- |
| 14   | 卡尔瓦多斯省（Calvados） | 卡昂   | 4  | 25 | 537  |
| 27   | 厄尔省（Eure）       | 埃夫勒 | 3  | 23 | 596  |
| 50   | 芒什省（Manche）       | 圣洛   | 4  | 27 | 477  |
| 61   | 奧恩省（Orne）       | 阿朗松 | 3  | 21 | 412  |
| 76   | 滨海塞纳省（Seine-Maritime）   | 鲁昂   | 3  | 35 | 710  |

### 河流
诺曼底的河流有：
- 塞纳河
- 歐爾河
- 维尔河
- 厄尔河
- 里勒河
- 罗贝克河（Robec）
- 圖克河
- 庫埃農河，传统是诺曼底公国和布列塔尼公国的分界河。

诺曼底桥位于塞纳河入海口，被看作是现代工程技术的一个丰功伟绩。

## 历史

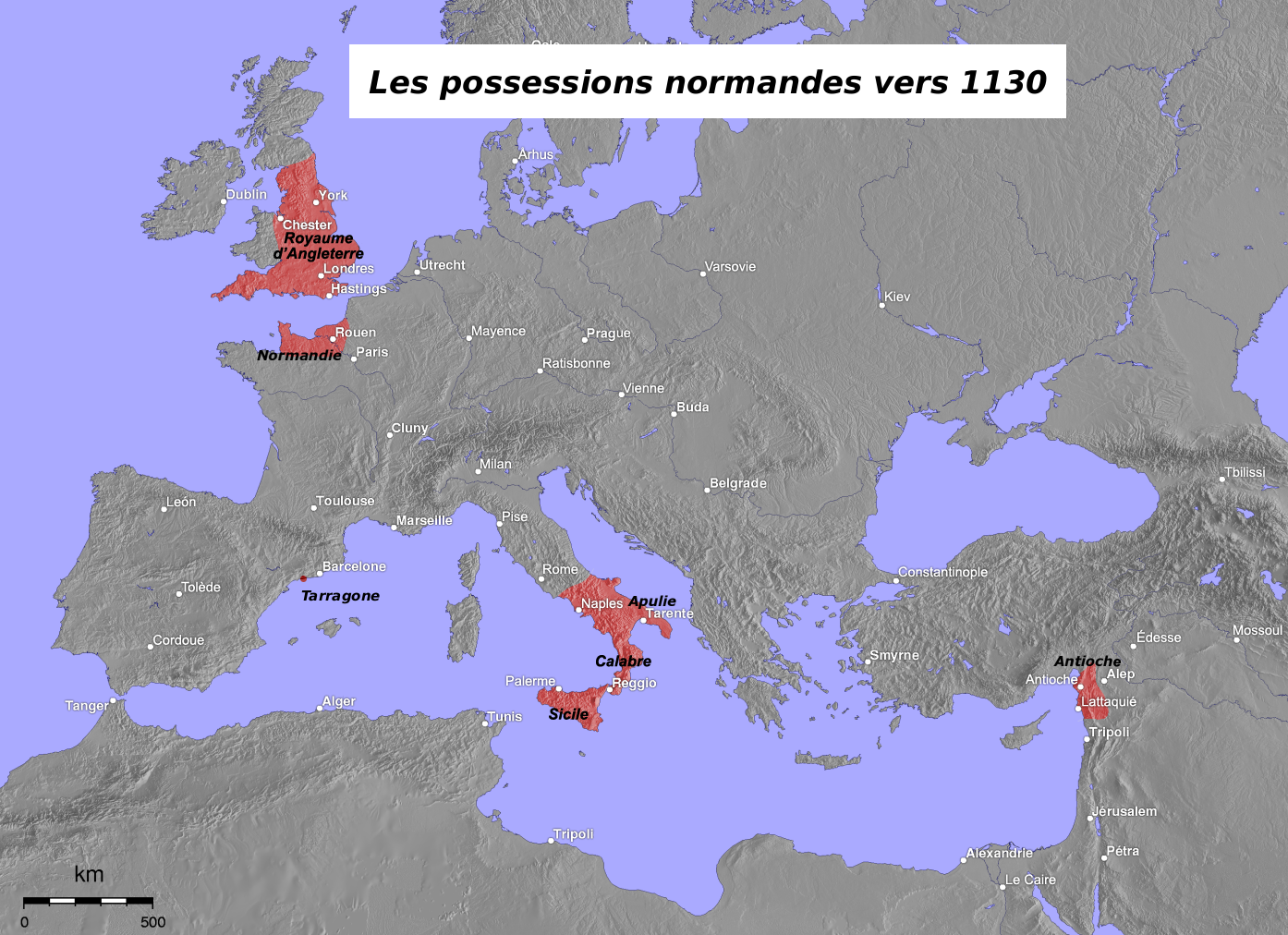
1130年前后诺曼人占领的地区

在中世纪早期，诺曼第是诺曼人的居住区，诺曼人是最后一批成功地入侵英格兰的人。诺曼人是当地的高卢人（屬於使用凱爾特語的民族）與入侵的维京人（由多數的丹麥人與少數的挪威人結合而成的北日耳曼語支民族）混血而成的。當维京人攻擊巴黎後，法國國王將諾曼第賜給予維京人首領諾曼第王朝的羅洛（911年的埃普特河畔圣克莱尔条约），其交換條件是協助法國抵御海盗的袭击。
1066年，诺曼第公爵威廉入侵英格兰成为威廉一世。1066年-1087年、1106年-1144年、以及1154年-1204年這三個時期英格兰國王与诺曼底的君主是同一个人。在百年战争中英军在1346年-1360年和1415年-1450年期間占领諾曼第。
诺曼人在十字军东征和在意大利南部建立的西西里王国裏起了重要的作用。
在第二次世界大战中，1942年在迪耶普爆发了迪耶普战役。1944年6月6日（D日）盟军在诺曼底战役中在这里登陆，進行多次進攻，直到9月12日才全部被解放。

### 海峡群岛
1204年诺曼底被分割时海峡群岛忠于英国，但它不是英国的一部分，而是诺曼底公国的一部分。今天在海峡群岛上还将英国国王（目前查尔斯三世）被称为诺曼底公爵，但实际上他当然不是诺曼底公爵，因為在1259年的巴黎条约中英国国王已经放弃了诺曼底公爵的称号。

## 文化

### 语言
诺曼语在诺曼底还有少数人说，尤其在极西部的科唐坦半岛和东部的科地区有人说。一些地名还留有古代北方语言的影响，比如-bec（江）、-fleur（河）、-hou（岛）或-tot（家）等。

### 艺术

#### 建筑
在建筑上诺曼时期典型的大教堂、修道院和城堡的建筑风格在1066年威廉一世征服英国后也在英国出现。
上诺曼底的建筑是半木结构的。不过这些结构主要是出于社会和气候的需要而形成的。诺曼底城市中的老建筑在1944年的诺曼底战役中大多数被摧毁了。战后的建筑反映了1950年代和1960年代的现代主义和粗野主义的优点和缺点。
下诺曼底的民族建筑的材料一般是当地多产的花岗岩。海峡群岛上也使用花岗岩作为建筑材料。

#### 文学
与诺曼底有关的法文作家有：
- 福楼拜
- 纪德
- 马塞尔·普鲁斯特

等

#### 绘画
从1860年代开始由于诺曼底与巴黎之间的铁路接通，去往诺曼底方便了，因此当地的风景吸引了许多画风景画的画家。莫奈笔下的吉维尼的花园今天吸引许多游客。欧仁·布丹的海滨画也很典型。
出生于诺曼底的画家有：
- 尼古拉·普桑
- 让-弗朗索瓦·米勒

### 宗教
诺曼底的大教堂在历史上对信仰和政治都有过很大的影响。聖米歇爾山是历史上的一个朝圣地。凯尔特基督教的影响至今可以在科唐坦半岛见到。圣女贞德逝世于鲁昂。
诺曼底没有统一的公认的保护圣人，但一般聖彌額爾和圣旺（Saint Ouen）被看作是保护圣人。

### 饮食
诺曼底境内土壤富饶，有许多饲养牛的草地和苹果园。诺曼底的奶制品非常出名，出名的奶酪有卡芒贝尔、利瓦罗等。诺曼底的奶油也很著名。当地的厨房很多用它。
诺曼底是一个重要的产苹果酒的地方。当地的苹果白兰地被称为卡尔瓦多斯。当地许多饭店里还有席间饮卡尔瓦多斯的习惯。
苹果也被当地人用来做菜和作点心。
诺曼底是法国出产牡蛎的最重要的地区。

### 标志
今天诺曼底的徽章是一个带黄边的红色的十字，位于红色的底色上。旗帜是红色的旗帜上有三只黄色的豹，这也是过去诺曼底省的徽章和旗帜。在历史上诺曼底还使用过三只狮子作为旗帜和徽章，今天这个标志很少使用。
非正式的地区代表歌曲是《吾家诺曼底》（Ma Normandie）。